# Светлодольский сельсовет (Курганская область)
Светлодольский сельсовет — упразднённые административно-территориальная единица и муниципальное образование (сельское поселение) в Белозерском районе Курганской области Российской Федерации.
Административный центр — село Светлый Дол.
9 января 2022 года сельсовет был упразднён в связи с преобразованием муниципального района в муниципальный округ.

## История
Статус и границы сельского поселения установлены Законом Курганской области от 15 октября 2004 года № 551 «Об установлении границ муниципального образования Белозерского района»

## Население
| 1989  | 2002  | 2004  | 2010  | 2012  | 2013  | 2014  |
| ----- | ----- | ----- | ----- | ----- | ----- | ----- |
| 1688  | ↘1617 | ↗1640 | ↘1211 | ↘1178 | ↘1167 | ↘1141 |
| 2015  | 2016  | 2017  | 2018  | 2019  | 2020  |       |
| ↘1112 | ↘1094 | ↘1064 | ↗1090 | ↘1069 | ↘1035 |       |

## Состав сельского поселения
| № | Населённый пункт | Тип населённого пункта       | Население |
| - | ---------------- | ---------------------------- | --------- |
| 1 | Кирово           | деревня                      | ↘75       |
| 2 | Мендерское       | деревня                      | ↘171      |
| 3 | Орловка          | деревня                      | ↘82       |
| 4 | Рассохина        | деревня                      | ↘2        |
| 5 | Светлый Дол      | село, административный центр | ↘722      |
| 6 | Юрково           | деревня                      | ↘159      |